# Elena Cucci
Elena Cucci (Tregnago, 26 maggio 1983) è un'attrice italiana.

## Biografia
Nasce da madre francese e padre abruzzese, originario di Poggio Picenze. Vive per un paio di anni nella provincia veronese dove la famiglia risiede per motivi di lavoro, per la stessa ragione si trasferisce a Collegno dove trascorre l'infanzia, per trasferirsi poi dapprima a Villa Adriana (Tivoli) ed infine nella capitale.
La sua prima esperienza come attrice risale al 2004, quando interpreta Cleopatra in uno spot televisivo per la Cina, diretta dal regista David Tsui.
Il suo debutto cinematografico avviene invece nel 2008 come protagonista femminile del film Marcello Marcello di Denis Rabaglia.
Da allora nel suo percorso lavorativo si susseguono piccole e grandi produzioni cinematografiche, teatrali, televisive e web.
Nel 2017 è accanto ad Alessandro Siani e Diego Abatantuono in Mister Felicità, che vince "Il biglietto d'oro" come secondo film italiano più visto nel 2017, e lo stesso anno viene scelta da Gabriele Muccino tra i protagonisti di A casa tutti bene, uscito nelle sale il 14 febbraio 2018, per il quale ha ottenuto il Nastro d'argento speciale.

## Filmografia

### Cinema
- Marcello Marcello, regia di Denis Rabaglia (2008)
- Io, Don Giovanni, regia di Carlos Saura (2009)
- Dark Resurrection - Volume 0, regia di Angelo Licata - Mediometraggio (2011)
- Viva l'Italia, regia di Massimiliano Bruno (2012)
- Mister Felicità, regia di Alessandro Siani (2017)
- A casa tutti bene, regia di Gabriele Muccino (2018)
- Se son rose, regia di Leonardo Pieraccioni (2018)

### Televisione
- Provaci ancora prof! - serie TV, episodio 1x04 (2005)
- Distretto di Polizia - serie TV, episodio 6x07 (2006)
- Noi due, regia di Massimo Coglitore - Film TV (2008)
- Piper, regia di Francesco Vicario - miniserie TV (2009)
- Il bene e il male - serie TV, episodio 1x06 (2009)
- Sotto il cielo di Roma, regia di Christian Duguay - miniserie TV (2010)
- Rex - serie TV, episodio 4x01 (2011)
- Un medico in famiglia 7 - serie TV, 8 episodi (2011)
- CentoVetrine - serie TV (2013-2014)
- Per amore del mio popolo, regia di Antonio Frazzi - miniserie TV (2014)
- Il restauratore 2 - serie TV, episodio Codice d'onore, regia di Enrico Oldoini (2014)
- Don Matteo 6 e 8 - serie TV, 2 episodi (2008, 2014)
- Una mamma all'improvviso - film TV (2023)
- Never too late - serie TV (2024)

### Cortometraggi
- Closer, regia di Angelo Licata (2013)
- Sugar Plum Fairy, regia di Marco Renda (2014)

### Web Series
- Freaks!, (2ª stagione) episodi 7, regia di Claudio Di Biagio e Matteo Bruno (2012)
- Forse sono io, episodi 6-8, regia di Vincenzo Alfieri (2013)
- The Pills, episodio Lasciami entrare, seconda stagione, regia di Luca Vecchi (2013)

## Teatro
- La moglie ebrea di Bertolt Brecht, regia di Andrea Papalotti (2005)
- Una lettera d'amore di Lord Byron di Tennessee Williams, regia di Andrea Papalotti (2005)
- Gino non si tocca più, regia di Gianluca Ansanelli, Giampaolo Morelli (2006)
- Ti sposo ma non troppo, regia di Gabriele Pignotta (2009)
- Paspartù, regia di Massimiliano Bruno, Sergio Zecca (2009)
- La Presidentessa di Maurice Hennequin e Pierre Veber, regia di Maurizio Lops (2012)
- La Iatta Mammona, regia di Teresa Paternoster (2012)
- Accidente glorioso 1 - Accidente de coches, regia di Giulio Stasi (2013)
- Accidente glorioso 2 - Glory holes, regia di Giulio Stasi (2013)
- Il principe abusivo, regia di Alessandro Siani (2013)
- Hatealy, regia di Fortunato Cerlino (2013)

## Premi e riconoscimenti
- Nastro d'Argento speciale 2018 per A casa tutti bene di Gabriele Muccino
- Chiavi d'oro per A casa tutti bene di Gabriele Muccino
- Chiavi d'oro per Mister Felicità di Alessandro Siani
- Napoli Teatro Festival 2013 - E45 Fringe Festival con il Collettivo InternoEnki per La Iatta Mammona
- Oscar dei giovani - Consegnato in Campidoglio (2007)[2]